# Liste der deutschen Botschafter in Montenegro
Die Liste der deutschen Botschafter in Montenegro enthält die Botschafter der Bundesrepublik Deutschland in Montenegro. Sitz der Botschaft ist in Podgorica.
Nach einem erfolgreichen Referendum erklärte das Parlament von Montenegro am 3. Juni 2006 die Staatengemeinschaft Serbien und Montenegro für aufgelöst. Montenegro wurde damit zu einem unabhängigen Staat.
Am 14. Juni 2006 stimmte das Bundeskabinett der Aufnahme diplomatischer Beziehungen mit Montenegro zu. Deutschland entsandte einen Botschafter nach Podgorica, Montenegro einen Botschafter nach Berlin.
| Name                  | Amtszeit  |
| --------------------- | --------- |
| Heinrich von Eckardt  | 1911–1914 |
| Thomas Schmitt        | 2006–2008 |
| Peter Platte          | 2008–2011 |
| Pius Fischer          | 2011–2014 |
| Gudrun Steinacker     | 2014–2016 |
| Hans Günther Mattern  | 2016–2018 |
| Robert Heinrich Weber | 2018–2022 |
| Peter Felten          | seit 2022 |